# Croce occitana
La croce occitana, nota anche come croce di Tolosa o croce di Provenza, deriva dallo stemma dei conti di Tolosa. Apparve per la prima volta sotto il regno di Raimondo V di Tolosa. Esiste in particolare una descrizione del sigillo di questo conte datata 1165.

## Storia
La croce detta «occitana» è il derivato dello stemma gentilizio dei conti di Tolosa: «De gueules, à la croix cléchée, pommetée d'or» ("rosso, con la croce vuota, a chiave" (o croce patente), pomellata d'oro).
La prima apparizione della croce di Tolosa avviene sotto il regno di Raimondo V. Esiste in particolare una descrizione del sigillo di questo conte datata 1165. La sua utilizzazione è particolarmente precoce nel sud-ovest, visto che i blasoni si diffondono solo nel XII secolo principalmente nel nord della Francia. Sono state fatte diverse interpretazioni di questa croce, di cui molte insistono sull'aspetto «simbolico» del motivo. Michel Pastoureau indica che queste interpretazioni dimenticano che l'araldica non è la scienza del simbolo, ma dell'emblema.
Nel 1950, Henri Rolland afferma che l'origine di questa croce deve essere ricercata nel marchesato della Provenza (nord della Durance) e più precisamente a Vernasque.
Nel 1966, Jean-Yves Royer afferma che l'origine dalla croce è sicuramente provenzale, ma che il testo di Henri Rolland contiene degli errori di datazione, si tratta in verità della croce di Forcalquier. Le sue ricerche si basano in particolare sulla scultura di due croci su un coperchio di sarcofago a Ganagobie.
A partire dal 1966, Roger Camboulives pensa che originariamente si tratti di una croce solare, forse la croce nestoriana trovata nel Turkestan cinese, arrivata a Tolosa attraverso l'Italia del nord e la Provenza (senza dubbio nel X secolo).
Nel 1980, (l'Auta), R. Camboulives insiste sul ruolo giocato dai Visigoti e sulle dodici piccole sfere che potrebbero rappresentare le dodici «case» dello zodiaco. Secondo lui l'origine della croce è tolosana e non provenzale. Nondimeno, i Visigoti non conoscevano l'araldica.
Pierre Saliès afferma, sulla rivista Archistra del mese di dicembre 1994, che l'origine della croce è tolosana e che il simbolo dei conti di Tolosa è il frutto di evoluzioni locali successive, forse a partire dalla croce di Gerusalemme.
Nel 1996 (L'Auta nº 612) Jean Rocacher conferma che questa croce « è innanzitutto l'emblema dell'antica contea di Venasque, smembrata poi tra i due casati di Tolosa e di Forcalquier ».
Nel 2000, Laurent Macé (I Conti di Tolosa e il loro seguito) afferma che la croce è diventata l'emblema della famiglia comitale dopo la partecipazione alla prima crociata di Raimondo IV; questa croce potrebbe trovare le sue origini a Costantinopoli. Indica poi che il motivo della "croce patente" ha origini bizantine e che esso si diffonde in occidente attraverso l'Italia e la Provenza. Quindi la croce di Tolosa e la croce di Venasque o di Forcalquier avrebbero origini comuni, ma non si sarebbero ispirate l'una dall'altra.
Nel 2000, Bertran de la Farge (La Croce Occitana, Loubatière) pensa che la croce occitana sia originaria del marchesato di Provenza, verosimilmente di Venasque, e che potrebbe essere la sintesi tra la croce di Costantinopoli e la croce copta (croce greca trilobata) introdotta in Provenza grazie ai monaci (Lerins-St Victor di Marsiglia) e forse grazie anche all'aura di san Maurizio.
Un'altra croce molto simile, diversa soltanto nei colori, è quella di Pisa. La rappresentazione più antica giunta fino a noi della croce di Pisa risale al 1156, sulle mura cittadine volute dal console Cocco Griffi. Secondo alcuni la croce di Tolosa, apparsa solo qualche anno più tardi, deriverebbe da quella di Pisa. Secondo altri, invece, la loro nascita sarebbe indipendente l'una dall'altra come derivazione, per entrambi i casi, della croce copta. In una lettera del 2006 in occasione delle Olimpiadi di Torino, il sindaco di Tolosa scrisse che La nostra Croce di Tolosa è la Croce di Pisa. Tuttavia questa affermazione non chiarisce ancora il dilemma, poiché può intendersi come "deriva dalla Croce di Pisa" come "è identica alla Croce di Pisa".
Per il momento nessun documento permette di determinare un'origine unica e incontestabile.